# لوئیس اکوستا (بازیکن فوتبال)
لوئیس اکوستا (انگلیسی: Luis Acosta؛ زادهٔ ۱۳ ژوئیهٔ ۱۹۹۴) بازیکن فوتبال اهل اسپانیا است.
وی همچنین در تیم‌های ملی فوتبال زیر ۱۵ سال اسپانیا و زیر ۱۶ سال اسپانیا بازی کرده‌است.